# Renzo Montagna
Renzo Montagna, italijanski general, * 1894, † 1978.